# أفكار حول الفن الشعبي

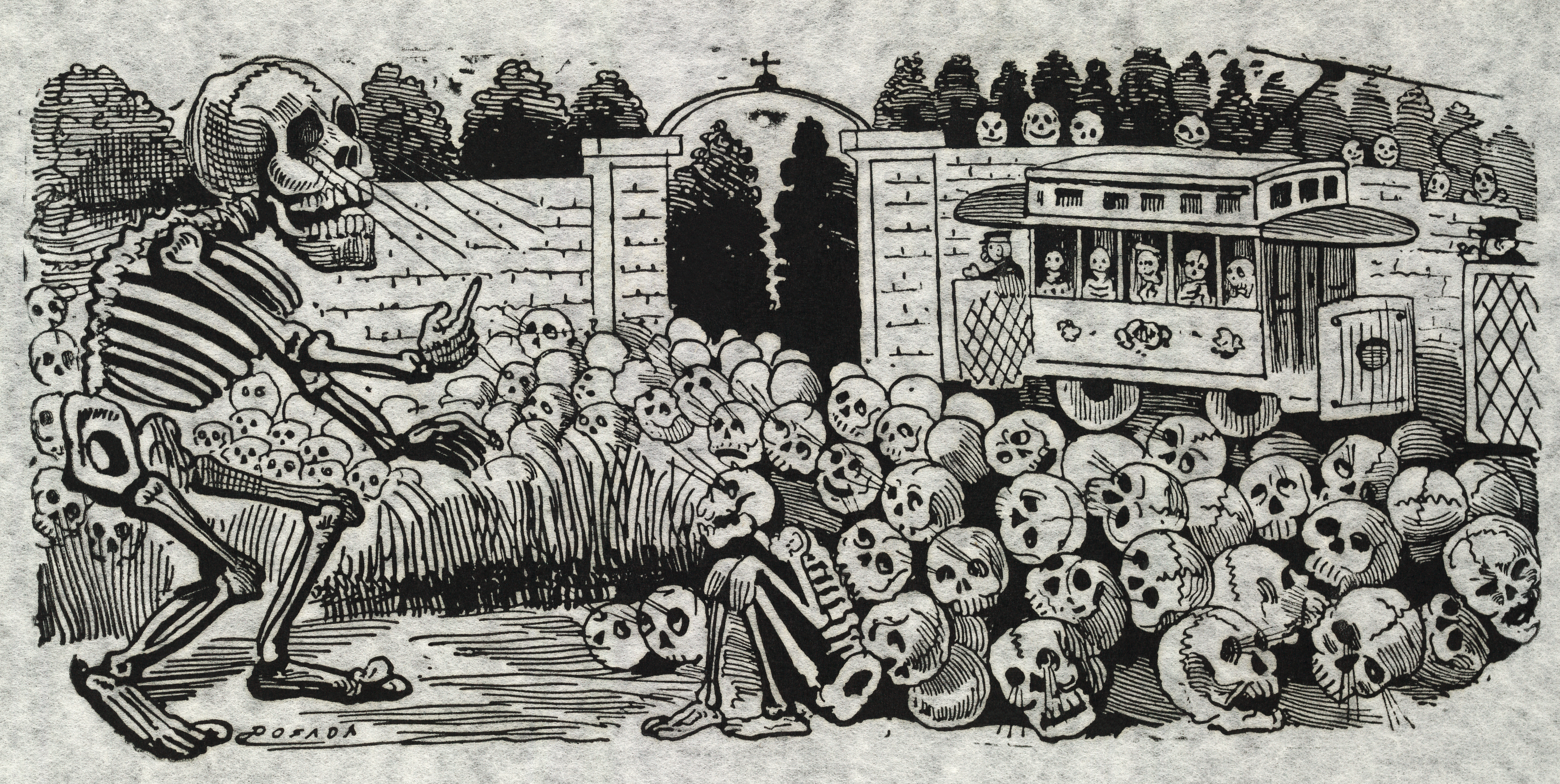

تعكس الفنون الشعبية التقليدية الحياة الثقافية لمجتمع ما فهي تضرب جذورها فيه، إذ تحيط بأصل الثقافة التعبيرية المرتبطة بالفولكلور والتراث الثقافي. يتضمن الفن الشعبي المادي أشياء صُنعت واستخدمت تاريخيًا في مجتمع تقليدي. وتتضمن الفنون الشعبية غير المادية الموسيقى والرقص والبنيات السردية. تطور كل من هذين النوعين المادي وغير المادي بالأصل لتلبية احتياج حقيقي. وبمجرد فقدان الهدف المَعني أو نسيانه لا يعود هناك سبب لتناقل الشيء أو فعل أكثر من ذلك إلا إذا كان محملًا بمعنى أكبر من الاستخدام العملي الذي صنع له أولًا. تتشكل هذه التقاليد الفنية الحيوية الحية باستمرار بفعل قيم المجتمع ومعايير التميز لديه التي يتوارثها من جيل إلى جيل؛ يتوارثها في العائلة غالبًا وفي المجتمع أيضًا عبر الوصف والحديث والممارسة.
هذه الآثار الثقافية المادية وغير المادية هي ما يشكل اختصاص الباحث في الفلوكلور والمؤرخ الثقافي، اللذين يسعيان إلى فهم دلالة هذه الصيغ الثقافية في سياق المجتمع عن طريق دراسة نشأتها وتوارثها وأدائها، فهي التي تعبر عن قيم المجتمع وبنيته. ثم يصبح من الهام توثيق هذه التصرفات التقليدية ومعناها.

## جماليات هذا النوع
مما يميز العمل الفني الشعبي أو أي عمل فني هو مظهره الاستثنائي في الشكل والزخرفة؛ وهو ما يُعرف العمل على أنه «جميل». يؤدي هذا إلى جدال حول فلسفة الجمال وطبيعته وتقديره. فيقول أحد العلماء لكي يكون شيءٌ ما جميلًا يجب أن يثير نوعًا من الاستجابة العاطفية في نفس الناظر إليه. بينما يقول عالم آخر إن الجمال ببساطة «يأسر الحواس». يستند هذا التفسير أو ذاك أو أي محاولة أخرى لتعريف الجمال إلى الأثر العاطفي الذي يحدثه العمل الفني في نفس الناظر إليه. ومن الصعب أن تحيل الاستجابة العاطفية الفردية إلى مقياس موضوعي قابل للتفاوت. بكلمات بسيطة غير أكاديمية، أحدهم يحبه بشدة فحسب.
عُرفت بعض السمات المظهرية لشيءٍ ما على أنها المحفز لهذه الاستجابة العاطفية التي يحدثها الجمال. ومن هذه المبادئ الجمالية: التماثل والوحدة والانسجام والإيقاع والتكرار والتوازن. إذ يمكن لهذه العناصر مجتمعة أو لكلٍ منها على حدة أن تكوِّن أنماطًا منظمة من تركيبات مألوفة. تخص بعض هذه المكونات ثقافةً بعينها وبعضها الآخر يوجد في كل الثقافات حول العالم. في نقاش حول فلسفة جمال الفن الشعبي الغربي، يؤكد هنري غلاسي على أهمية التكرار الثنائي. «إذا ما أراد الفنان الشعبي ترتيب المكونات الأساسية للعمل الفني (عناصر هيكله الأساسي)، فإنه يعمل بنفس القوانين التي يطبقها على عمله مع المكونات غير الأساسية (الزخرفة)... وتتكون الحالة النموذجية -حتى في التصميمات الشعبية الغربية المعقدة- بتشكيل كُلٍّ متماثل من خلال تكرار وحدات متماثلة بشكل فردي» فهذا التكرار هو ما «يثبت غياب الخطأ وحضور التحكم؛ التحكم في الإدراك والتعبير؛ التحكم في الفكرة والأسلوب والمادة... الجمال المكرر المتماثل التقليدي» في الفن الشعبي الغربي. وبهذا يحول المبدع الشيء العادي في الحياة اليومية إلى عمل فني عبر استخدام ماهر مبتكر للمواد، وإضافة زخرفة مفعمة بالخيال إلى السطح باستخدام سمات جمالية غير نفعية وبراعة في الشكل والتصميم.
يخاطب هذا في نفس الإنسان «الرغبةَ في التزيين» والحاجة المتأصلة في الثقافات حول العالم إلى ارتداء الملابس والتزين والذهاب إلى ما هو أبعد من الضرورة فتراه يتوق إلى إظهار الجمال والإفصاح والتعبير عن ذاته. «من هذا المنظور، بدأ متخصصو الفلوكلور في ألا يربطوا بين الفن وعدد محدود من العناصر الثقافية فحسب ولكن أيضًا بأي نوع من النشاط اليومي يحتاج إلى قدر محدد من المهارة لتنفيذه». الفن الشعبي متأصل في أنشطة المجتمع، فهو «تقدير لبنية المجتمع في الحياة اليومية... بشكل متكامل مع ديناميكية الحياة في المجموعة الصغيرة...».
يجب الاعتراف بالعديد من العوامل المختلفة التي لكل منها منظور فريد، أثناء عملية تفصيل ما يُقال من تصريحات حول جماليات الفن الشعبي. يأتي منظور من داخل المجتمع: الأصدقاء والجيران الذين ربما يريدون هذه السلعة للاستخدام المنزلي. وهناك رؤية أخرى تأتي من خارج المجتمع: الزوار والعابرين الذين يجدون المشغولات اليدوية المحلية جذابةً ومثيرة للاهتمام، إذ يهتمون بالشيء من باب الفضول أكثر من اهتمامهم باستخدامه. وتنطلق رؤية ثالثة من السوق الفني التجاري: فمسوقو الفن هم الذين يلصقون على المنتج ميزات من هذا النوع أو ذاك بهدف جعله أكثر جاذبية للمشترين. وأما الرأي الرابع فيأتي من منظور العلماء في سعيهم إلى فهم أكبر للنطاق المتنوع للمصنوعات الشعبية ومعناها في المجتمع.
حتى بعد الاعتراف بهذه العوامل الأربعة المتحكمة في الأعمال الفنية الشعبية، يأتي أول منظور نقيم به أي عمل فني ليكون منشأه أو الحرفيّ أو الفريق الذي صنع فعلًا هذه التحفة الفريدة. وكما هو الحال مع كل الفنانين، يبدأ الحرفيّ بفكرة أصلية للقطعة الجديدة، فيكون تقييم العمل النهائي على حسب الدرجة التي تظهر بها النوايا الأصلية للفنان وأفكاره في العمل الفني. في نفس الوقت، يتحاور الحرفيّ مع كل من الزبائن المختلفين ويعمل على التخطيط لهذا أو ذاك لتمثيل التوقعات المتباينة.

### بالنسبة للفنانين
الصنائعية هم حرفيون ماهرون أذكياء أكفياء، يقضون أعمارهم في صقل المهارة اللازمة لإنتاج مصنوعات لافتة للنظر. وبينما هم يبدعون العديد من المصنوعات يتطور أسلوبهم الخاص وذوقهم الذاتي لما يحبونه وما لا يحبونه. ووُجد بالتحدث إليهم أنهم يعطون الأولوية دائمًا إلى أن يكون المنتج مؤديًا لوظيفته بشكلٍ جيد فإن لم يكن كذلك فقد فشل الفنان في أول اختبار له. فهم لا يخوضون في تقييم التصميم الجمالي للشيء إلا بعد قياسهم لنفعه الفعلي. «يدمج المصمم المعاصر... بين جمال الشيء المصنوع ووظيفته العملية... بل غالبًا ما ينكر القيمة الجمالية مبررًا اختياراته وأفعاله على أساس المنفعة فحسب»، قد ينظر الفنان في تحسين إما الشكل أو العناصر الزخرفية كجزء من التقييم الجمالي (الثانوي) للشيء المصنوع، لكن هذا يأتي بعد أداء الشيء لوظيفته. وغالبًا ما يكون التحسين أيضًا بناءً على التحاور مع زبائنهم، بالاتفاق على التوازن بين التقليد والتجديد. وفي نفس الوقت، يحافظ هؤلاء الحرفيون الكبار على مستوىً من التفوق في مجموعة الحرفيين الزملاء. «فيحتقرون العمل الرديء. كان معظم الصانعين القدماء نساجين ماهرين حاذقين... استُلزم الكثير من الحب لعُرف التميز هذا...» وفي نفس الوقت كانت هناك مكافأة مالية صغيرة من أجل الساعات الطويلة التي قضوها في صنع عمل استثنائي.

### بالنسبة للمجتمع
كانت الأولوية القصوى لدى المستهلكين في المجتمع الحرفيّ أيضًا أن يؤدي الشيء وظيفته. فهم يشترونه، في المنزل أو في ممتلكاتهم، كي يستخدمونه في المهام التقليدية في المنزل أو المجتمع. يريدون شيئًا يتماشى مع الأدوات والأوعية الأخرى التي يمتلكونها؛ يريدون شيئًا معروفًا مألوفًا يشبه الطعام المريح في تقاليد الأروقة الغذائية. لا يبحث المستهلك المحلي عن التحسين. بلغة أكثر أكاديمية، يؤكد فلاتش أن «الفن الشعبي يظهر كصدى لثراء العمق الثقافي... وهو جميل لأنه مألوف». ولكونهم زبائن محليين، أرادوا كذلك أن تكون الأسعار مناسبة في نطاق السوق المحلي سواءً كان بالعملة أو بالمقايضة.